# نوزومو کاتو
نوزومو کاتو (انگلیسی: Nozomu Kato؛ زادهٔ ۷ اکتبر ۱۹۶۹) بازیکن فوتبال اهل ژاپن است.
از باشگاه‌هایی که در آن بازی کرده‌است می‌توان به باشگاه فوتبال کاشیوا ریسول اشاره کرد.